# Madriguera

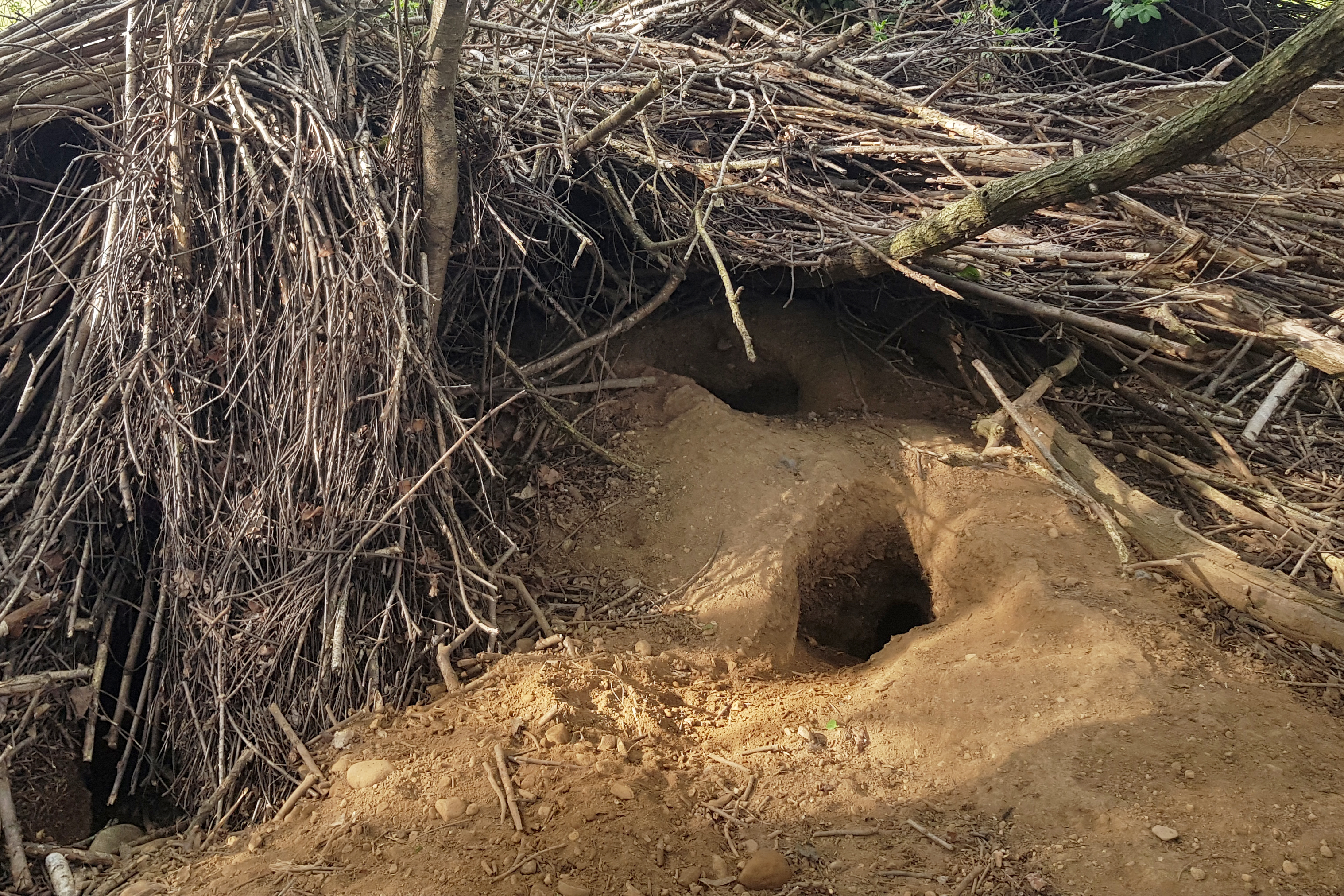
Madriguera de conejo

Una madriguera (del latín tardío *mātrīcāria, derivado del clásico mātrīx ‘útero’) o guarida es un agujero o túnel que un animal excava en el suelo con el fin de crear un espacio adecuado para habitar o refugiarse temporalmente. Las madrigueras proporcionan al animal protección contra los depredadores y las inclemencias del tiempo. Hay una amplia variedad de animales que construyen o usan madrigueras.  
Muchos mamíferos excavan madrigueras. Existe evidencia de que los roedores pueden construir las madrigueras más complejas dentro de las especies de vertebrados cavadores. Por ejemplo, dentro de este grupo se encuentran las tuzas, la marmota, la mara⁣⁣ o los tuco-tucos. Otros grupos de mamíferos cavadores son los lagomorfos, como el conejo y la liebre, y los Insectivora como el topo. Se estima que una sola madriguera de marmota ocupa un metro cúbico y desplaza alrededor de 300 kilogramos de tierra. Incluso las suricatas, dentro los Carnívora, y los wombats, dentro de los marsupiales, construyen madrigueras. Los armadillos, grupo muy antiguo de mamíferos, poseen fuertes patas delanteras con grandes garras que son una excelente adaptación a un estilo de vida excavador.

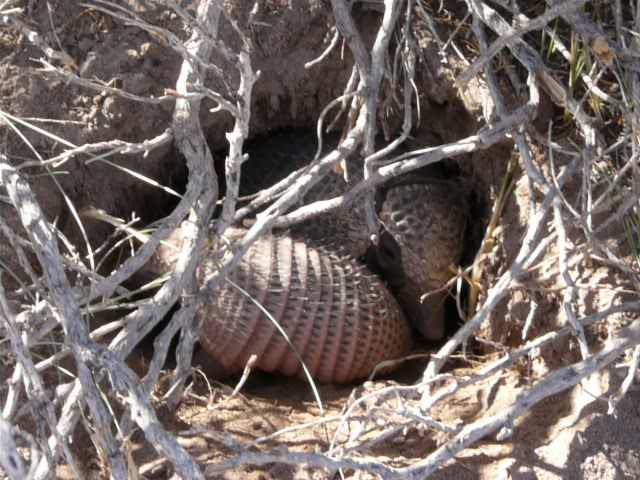
Piche (Zaedyus pichiy) con su cría saliendo de la madriguera

Algunas aves son capaces de cnstruir madrigueras, las cuales son excavadas en suelos blandos. El pingüino de Magallanes por ejemplo, construye sus madrigueras a lo largo de la costa patagónica de Argentina y Chile.

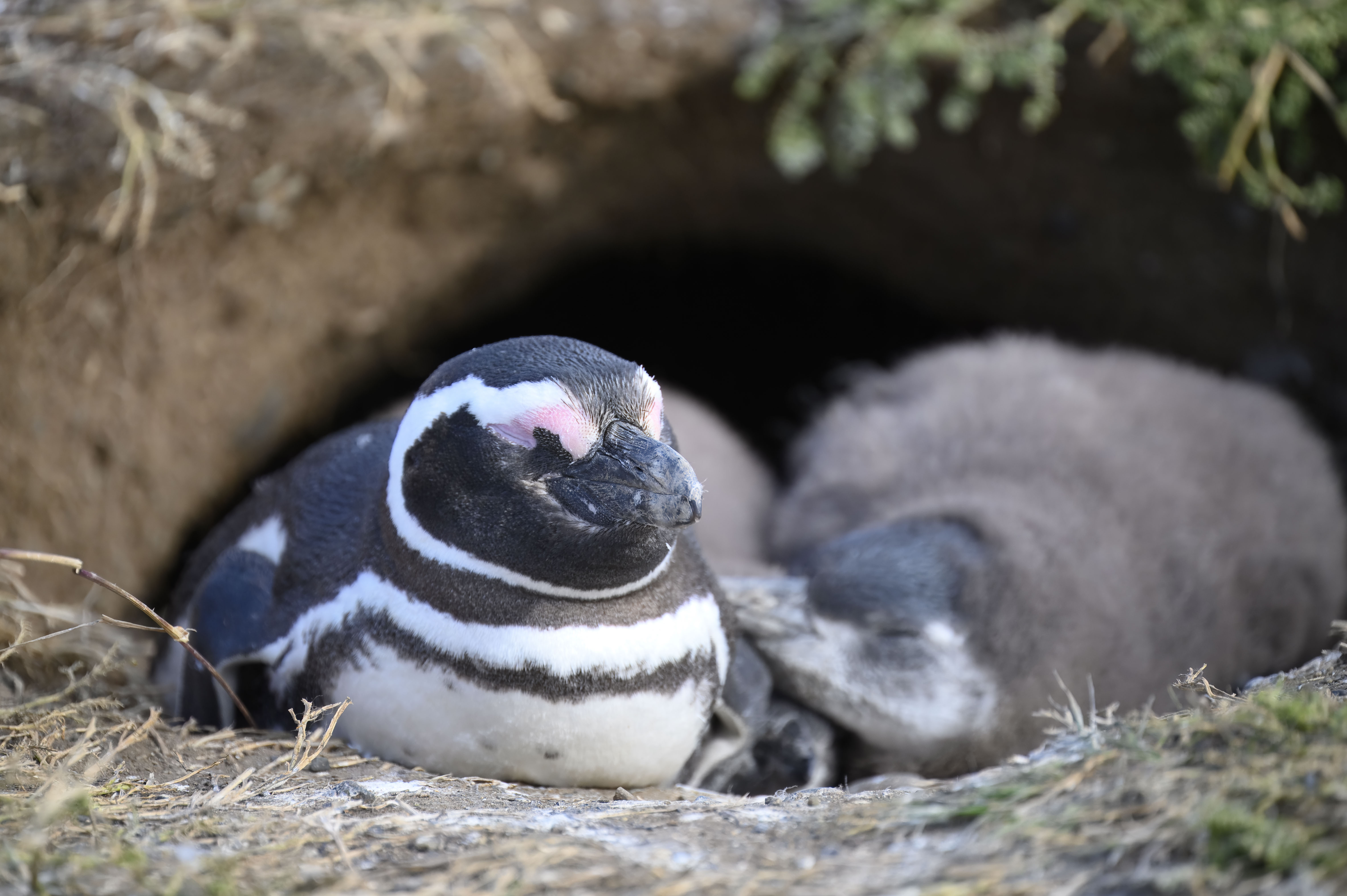
Pingüino de Magallanes en la boca de su madriguera

Hay también peces, anfibios, reptiles y que excavan madrigueras, al igual que numerosos invertebrados, como insectos, arañas, erizos de mar, almejas y gusanos. 
Las madrigueras se pueden construir en una gran variedad de lugares. Las ratas canguro las construyen en la arena fina; las termitas, en la madera; algunos erizos de mar y almejas, en la roca. Igualmente dentro de los diferentes tipos de madrigueras destaca las castoreras, creadas por los castores.
También tienen diferentes grados de complejidad: desde un simple tubo de unos pocos centímetros de longitud, hasta una compleja red de túneles y cámaras interconectadas, de cientos de metros, como algunas conejeras.